# 美國航空協會
美國航空協會（英語：Airlines for America），是一個美國協會和遊說集團，總部位於華盛頓哥倫比亞特區，自1936年以來代表北美洲的主要航空公司。
美國航空協會經常參與美國政府有關航空業的決策，包括成立民用航空委員會、航空交通管制和放鬆對航空公司的管制。在遊說活動中，美國航空協會公開宣傳航空運輸安全高效，並倡導在稅收、競爭和環境標準方面制定有利於航空業的法規。
自1956年以來，美國航空協會一直負責發布數字技術分類並定義飛機工程和飛機維護中使用的飛機系統和子系統的電子資料交換。這些內容分為100章，民用航空界稱為規範100，包含維護要求和程序、飛機配置之控制和飛行的數據規範。